# 조세법률주의
조세 법률주의(租稅法律主義)는 조세의 종목과 세율을 법률로 정하도록 한 주의이다. 근대 세제의 기본원칙의 하나로서 조세 법률주의라 함은 조세 기타 공과금의 부과·징수는 반드시 법률로써 하여야 한다는 원칙을 말한다. 조세 법률주의에 있어서 법률에 의한 규제 대상에는 조세의 종목과 세율뿐만 아니라 과세의무자·과세물건·과세표준·과세절차까지 포함된다. 이것은 근대 헌법사에서 주장되어 온 “대표 없으면 과세도 없다.”라는 원칙의 표현으로서 국민의 재산권 보호와 법률생활의 안정 도모를 목적으로 한다.

## 같이 보기
- 조세
- 조세평등주의
- 죄형법정주의